# 中央政策組
中央政策組（Central Policy Unit，CPU）は、香港行政長官に直属するシンクタンクである。返還前の1989年に設立され、当時は香港総督に直属していた。返還後もほぼ同様の組織と機能を維持している。
組織の長は「首席顧問」であり現任首席顧問は政治社会学者の劉兆佳香港中文大学教授（2002年7月就任）である。

## 役割と位置づけ
香港政府では決策局が当面の政策について検討を行っているがその範囲は中短期的な実務問題に限られる。決策局だけでは扱いきれないより長期的な発展戦略や政治改革のように広範な議論が必要な問題に集中的に取り組むのが中央政策組の役割である。そのため、首席顧問以下、顧問や研究員などの常勤幹部もプロパーの公務員の他、大学教授など民間から登用される例が多い。
また、これとは別に非常勤の顧問も約40名ほど任命されている。こちらは各界の有識者が任命されることになっているが大学教授と財界人がほとんどを占めている。さらに、行政長官と3司長及び民間から67名の委員からなる策略発展委員会も設置されている。
具体的に業務としては、香港の公共政策に関する研究や世論調査を行う他、広範に議論すべき問題についてフォーラムや委員会を組織して討議させることである。また、香港行政長官が立法会において行う施政報告の草案作成も中央政策組が決策局と調整しながら行う。
近年では香港政府の経済に対する役割や期待も増大しているが、香港基本法は香港政府に財政均衡を求めておりその実現は容易ではない。そこで、より少ないコストで効果的な政策が必要なため特に中国本土との経済関係に活路を見出すのが政府方針となっている。中央政策組はその中核的な任務として広東省・香港協力ハイレベル会議の議論をリードし、さらに2006年には「（中国の）第11次五カ年計画と香港の発展に関する経済サミット」を主催した。